# Odlučna potpora
Odlučna podrška je NATO-va misija potpore miru u Afganistanu, započeta 1. siječnja 2015. godine kao nastavak odnosno zamjena operacije ISAF koja je završila 28. prosinca 2014. U 13 godina postojanja misije ISAF-a više od 3500 stranih vojnika izgubilo je život, od čega 2224 američka.

## Države koje sudjeluju u mirovnoj misiji
U misiji potpore miru sudjeluje oko 13 tisuća vojnika. Za razliku od ISAF-a gdje je Hrvatska sudjelovala s oko 300 vojnika, u "Odlučnoj podršci" Hrvatska je sudjelovala s oko 100 vojnika.
| Država                 | Broj vojnika |
| ---------------------- | ------------ |
| SAD                    | 6.800        |
| Njemačka               | 980          |
| Italija                | 945          |
| Gruzija                | 870          |
| Rumunjska              | 588          |
| Turska                 | 523          |
| Ujedinjeno Kraljevstvo | 450          |
| Australija             | 270          |
| Češka                  | 214          |
| Poljska                | 198          |
| Armenija               | 121          |
| Mongolija              | 120          |
| Hrvatska               | 103          |
| Nizozemska             | 100          |
| Azerbajdžan            | 94           |
| Danska                 | 90           |
| Mađarska               | 90           |
| Bugarska               | 79           |
| Belgija                | 62           |
| Bosna i Hercegovina    | 55           |
| Albanija               | 43           |
| Slovačka               | 40           |
| Sjeverna Makedonija    | 39           |
| Norveška               | 35           |
| Finska                 | 30           |
| Švedska                | 23           |
| Latvija                | 21           |
| Litva                  | 19           |
| Crna Gora              | 14           |
| Portugal               | 10           |
| Ukrajina               | 10           |
| Austrija               | 9            |
| Novi Zeland            | 8            |
| Slovenija              | 7            |
| Španjolska             | 7            |
| Estonija               | 5            |
| Grčka                  | 4            |
| Island                 | 2            |
| Luksemburg             | 1            |
| Ukupno                 | 13.079       |

## Kronologija hrvatskog sudjelovanja
- 24. lipnja 2016. - do 95 pripadnika[3]
- 7. srpnja 2016. – 103[2]
- rujan 2020. - Potpuno povlačenje HV-a iz misije[4]

## Napad na vozilo Hrvatske vojske u srpnju 2019. i pogibija skupnika Briškija
Dana 23. srpnja 2019. dogodio se izolirani napad na vojno vozilo Hrvatske vojske. Tim od pet neborbenih oklopnih vozila krenuo je oko 08:15 sati prema lokalnom aerodromu, a tijekom vožnje dva vozila su se odvojila zbog obavljanja zadaće transporta neborbenih osoba do kampa Lyon. Preostala tri vozila nastavila su put prema kampu, a posljednje vozilo u nizu napadnuto je oko 08:45 sati po lokalnom vremenu na glavnoj cesti koja se nalazi oko 200 metara od kampa Lyon, kada se u njega zabila trokolica s bombašem samoubojicom.
Prilikom napada ozlijeđena su tri pripadnika Hrvatske vojske, od kojih dva teže.
Među teže ozlijeđenima bio je i skupnik Josip Briški koji je dan nakon napada, 24. srpnja 2019. godine, preminuo od zadobivenih ozljeda.